# Emmitsburg
Emmitsburg é uma cidade  localizada no estado americano de Maryland, no Condado de Frederick.

## Demografia
Segundo o censo americano de 2000, a sua população era de 2290 habitantes.
Em 2006, foi estimada uma população de 2365, um aumento de 75 (3.3%).

## Geografia
De acordo com o United States Census Bureau tem uma área de
3,0 km², dos quais 3,0 km² cobertos por terra e 0,0 km² cobertos por água. Emmitsburg localiza-se a aproximadamente 134 m acima do nível do mar.

## Localidades na vizinhança
O diagrama seguinte representa as localidades num raio de 16 km ao redor de Emmitsburg.